# Iskolapszichológia
Az iskolapszichológia a pszichológiának az az ága, amely az iskola által felvetett problémákra keres megoldást. Ide tartoznak a diákok tanulási nehézségei, viselkedési problémái, a szervezeten belüli nézeteltérések, tanulási-, tanítási módszerek fejlesztése, tanácsadás és az együttműködés elősegítése. Az iskolapszichológia az alkalmazott pszichológia azon szakterülete, amely nem csak leírja a diszfunkciót, hanem igyekszik feltérképezni a kialakulási hátterét, valamint megoldást keres a problémákra is. Az iskolapszichológia feladata a megfelelő pszichológiai környezet biztosítása a diákok és az oktatók számára, amely alapvető feltétele a hatékony ismeretátadásnak és –elsajátításnak (P. Balogh, 2004).

## Az iskolapszichológia története

### Külföld
Az iskolapszichológia létrejöttének igénye mögött a XIX-XX. század fordulóján bekövetkezett oktatási reformok állnak. Ebben az időszakban ugyanis kötelezővé tették az iskoláztatást minden gyermek számára, és ez ahhoz vezetett, hogy a tanulási nehézségekkel küzdő, gyengébb képességű gyerekeknek is iskolába kellett járniuk. Az oktatók ugyanakkor nem voltak felkészülve ezeknek a gyerekeknek a tanítására, ami feszültséget okozott. Hamarosan megszületett az alternatív tanterv szükségessége, és kisebb csoportokban foglalkoztak ezekkel a gyerekekkel, akiknek a szűrését, oktatásának módszerét az iskolapszichológusok határozták meg.
Lightner Witmert tartják az iskolapszichológia megalapítójának, aki 1896-ban a Pennsylvaniai Egyetemen (Amerikai Egyesült Államok) pszichológiai klinikát alapított a kifejezetten értelmi fogyatékos gyerekek egyedi eseteinek tanulmányozása céljából. Witmer ezen gyerekek védelmezője volt, aki a tanárokat arra biztatta, hogy a gyerekek egyéni fejlődési teljesítményét nézzék, ahelyett hogy úgy tekintsenek rájuk, mint akik nem képesek teljesíteni a hagyományos feladatokban. Úgy vélte, hogy az aktív klinikai megelőző programok képesek javítani a gyerekek életén és mentális teljesítményén. Hangsúlyozta az egyediséget, és azt hogy minden gyermeket a saját fejlődési ütemének tükrében vizsgáljanak. Witmer felismerte az olyan szakemberek szükségességét, akik a tanulási nehézségekkel küzdő gyerekek hatékony oktatását képesek elvégezni, mivel ezek a gyerekek speciális tanítási módszert igényelnek. Továbbá Witmer kiemelte a megfelelő tesztek fontosságát, melyekkel szűrni lehet a gyerekeket tanulási képességek szempontjából. A megfelelő teszt számára nem papír-ceruza alapú, hanem megfigyelésből, és különböző mentális feladatokból állt.
Az iskolapszichológia megalapításában szintén fontos szerepet játszott G. Stanley Hall, aki a nehézségekkel küzdő gyerekek családját, tanárait és környezetét vizsgálta. Hall indította el a gyerekmegfigyeléseket, amely hozzájárult a fejlődésük megértéséhez, valamint a normál fejlődési vonal felállításához. Kutatásai hozzájárultak a nehézségekkel küzdő gyerekek szűréséhez is, annak ellenére, hogy ő az egészséges fejlődési ütemű gyerekek vizsgálatával foglalkozott.
Arnold Gesellt tartjuk az első iskolapszichológusnak az Amerikai Egyesült Államokban, aki a pszichológia és az oktatás eredményeit közösen felhasználva olyan tanítási módszert dolgozott ki, amely a tanulási nehézségekkel küzdő gyerekek igényeihez alkalmazkodott. Ezáltal elkezdődött az iskolapszichológia gyakorlati alkalmazása.
Összegezve elmondhatjuk, hogy a századfordulón a speciális képzés igénye hívta életre az iskolapszichológiát, amelyhez elengedhetetlen volt, hogy a pszichológusok különböző vizsgálatokat végezzek a gyerekek képességszintjének feltérképezése céljából. A két világháború között a feladatkörük kibővült a súlyos magatartási problémával küzdő gyerekek gyógyításával, amely hosszabb ideig tartó egyéni terápiás kezelések segítségével valósulhatott meg.

### Magyarország
Hazánkban először a nevelési tanácsadó intézménye honosult meg, majd a feladatkörük bővítésével az 1960-as években felmerült az iskolapszichológiai tevékenység iránti igény is. Az első iskolapszichológusi állás 1968-ban jött létre az ELTE Apáczai Csere János Gyakorlóiskolájában kísérleti jelleggel (K. Ormai, 1999). Később elindult az iskolapszichológiai rendszer kiépítésének gondolata, ám anyagi okokra hivatkozva a minisztériumi vezetők elutasították a fejlesztési javaslatokat. Azzal indokolták a döntést, hogy az iskolapszichológia és a nevelési tanácsadó rendszer feladatköre részben fedi egymást, ezért nem tartották fontosnak a két rendszer párhuzamos működtetését. A döntés miatt az iskolapszichológia a '70-es években nem tudott kibontakozni, de a nevelési tanácsadók szervezetileg és szakmailag megerősödtek. Bár a tanácsadók fejlesztése mellett foglaltak állást a minisztériumi vezetők, az iskolapszichológia iránti igény továbbra is fennmaradt, és egy-egy oktatási intézményben tovább élt az iskolapszichológia gondolata, és pszichológust alkalmaztak az iskolában.
Az 1980-as években ismét aktuálissá vált az iskolapszichológia, ugyanis megnövekedett a nevelési tanácsadók feladatköre, melyet nem tudtak egyedül ellátni. Kutatási tervek és munkabizottságok alakultak az iskolapszichológiai hálózat kiépítésének előkészítése céljából. 1982-ben az ELTE-n kutatást szerveztek Szalainé Simkó Hilda irányításával „Pszichológus részvétele az iskolai nevelőmunkában: az iskolapszichológus feladatköre és az erre való felkészülés” címmel, melynek keretében három budapesti iskolában iskolapszichológiai kísérletbe kezdtek. 1986-ban újabb iskolapszichológiai kísérlet indult, melynek eredményeképpen iskolapszichológusi állásokat létesítettek 30 hátrányos helyzetű iskolában. A következő években egyre jobban megélénkült az érdeklődés a szakterület iránt, és megjelent az első óvodapszichológusi állás is.
Az iskolapszichológia fejlődésében a rendszerváltás kedvező fordulatot jelentett, hiszen az iskolák hatáskörébe került a lehetőség, hogy segítő szakembert alkalmazzanak a tanítás során. Az alternatív iskolák létrejöttével tovább nőtt az igény az iskolapszichológusok iránt, akik a speciális igényeket kielégítő osztályok, csoportok képzésében segíthetnek a tanároknak. 1993-ban Budapesten alakult meg az első iskolapszichológusi hálózat, melyben egy pszichológusi csoport ellátja a környék iskoláinak, óvodáinak pszichológusi feladatait.

## Az iskolapszichológus feladatköre
- Az iskolapszichológusok nem csupán szelektálják, minősítik a gyerekeket, hanem a gyógyításukra összpontosulnak, terápiát végeznek és megpróbálják kezelni a tanulási-, illetve magatartásproblémát. A terápia sosem korrepetációt jelent, hanem a feladat elvégzéséhez szükséges készségek elsajátítására törekszik. Ha az iskolapszichológus súlyosnak ítéli a problémát, akkor a gyereket más szervezetekhez (például nevelési tanácsadóba, vagy gyermekpszichiátriára) irányíthatja, ezért fontos a többi gyermek-egészségügyi szervezettel való kapcsolattartás. A viselkedési zavarokkal küzdő gyerekeknek krízistanácsadással szolgálhat a pszichológus, hiszen családi hatások vagy akár beilleszkedési zavar is állhat a zavart viselkedés mögött (P. Balogh, 2004).

- Ugyanakkor a prevencióra is helyeződik a hangsúly, hogy minél korábban felismerjék a keletkező problémát. Ha a diagnosztizálás időben történik, akkor a kezelés kevesebb időt vesz igénybe és a korrekció is sikeresebb. A prevenció jegyében történik a gyerekek vizsgálata, szűrése, és a konzultáció is, hogy a több figyelmet igénylő gyerekek külön foglalkozásokon vehessenek részt.

- A diagnózis felállításához az iskolapszichológusok információt gyűjtenek az egyes gyerekekről, amely tesztek, megfigyelés, interjú, illetve kérdőív segítségével történhet. Az elemzés során kiemelik a gyerek erősségeit is, valamint javaslatot tesznek a helyzet orvoslására.

- Az egyedüli foglalkozások mellett hangsúlyos a csoportdinamikák megértése és a csoportos foglalkozások szervezése is, hiszen a diszfunkció mögött csoporton belüli problémák is állhatnak. A cél minden esetben a probléma kontextusba helyezése, árnyaltabb kép felállítása, hogy a legmegfelelőbb módszert alkalmazhassák.

- Konzultációt folytatnak a pedagógusokkal is, melynek célja hogy a pedagógus készségei gyarapodjanak és saját maga tudja megoldani a csoport korrekcióját. Közös problémamegoldó folyamatokban együtt találják ki a legmegfelelőbb kezelési módot az adott helyzetben, ami magabiztosságot és kompetenciát ad a pedagógus számára. Kölcsönös bizalomnak kell jellemezni a kettejük kapcsolatát, hogy eredményesen tudjanak együttműködni a problémák megoldása érdekében.

Mindemellett a munkavégzéshez szüksége van az iskolapszichológusnak egy olyan helyiségre, ahol nyugodt körülmények között tud konzultációt folytatni a gyerekekkel vagy a pedagógusokkal. Továbbá a vizsgálatok elvégzéséhez bizonyos tesztekre, kérdőívekre, esetleg számítógépre is szüksége lehet a munkavégzés során.
Az iskolapszichológus munkaideje a 2013. évi CXXIX. törvény - az oktatás szabályozására vonatkozó - egyes módosításai alapján teljes munkaidőben történő foglalkoztatás esetében – heti huszonkettő óra. Ebben az időben foglalkozik a tanulók egyéni vagy csoportos szűrésével, vizsgálatával, konzultációval, tanácsadással kapcsolatos, továbbá a tanulókkal, pedagógusokkal és szülőkkel való hatékony együttműködés kialakítását célzó feladatokat. További heti tíz órában a  közvetlen pszichológiai foglalkozások szervezésével, előkészítésével kapcsolatos feladatokat látja el, részt vesz a  pedagógiai szakszolgálat iskolapszichológus koordinátora által szervezett szakmai feladatokban, szükség esetén előkészíti a tanuló szakellátásba történő irányítását, a  munkaidő fennmaradó részében pedig a  munkaköréhez szükséges információk feldolgozásával, az iskolai dokumentáció elkészítésével kapcsolatos feladatokat, továbbá a szakmai fejlődéséhez szükséges tevékenységeket végez. Részmunkaidős foglalkoztatás esetén a koordinátorral való kapcsolattartáson kívül a munkavégzés valamennyi időkerete arányosan csökken. A pedagógusokhoz hasonlóan nyári szabadságban részesül.